# Yakovlev Yak-18T

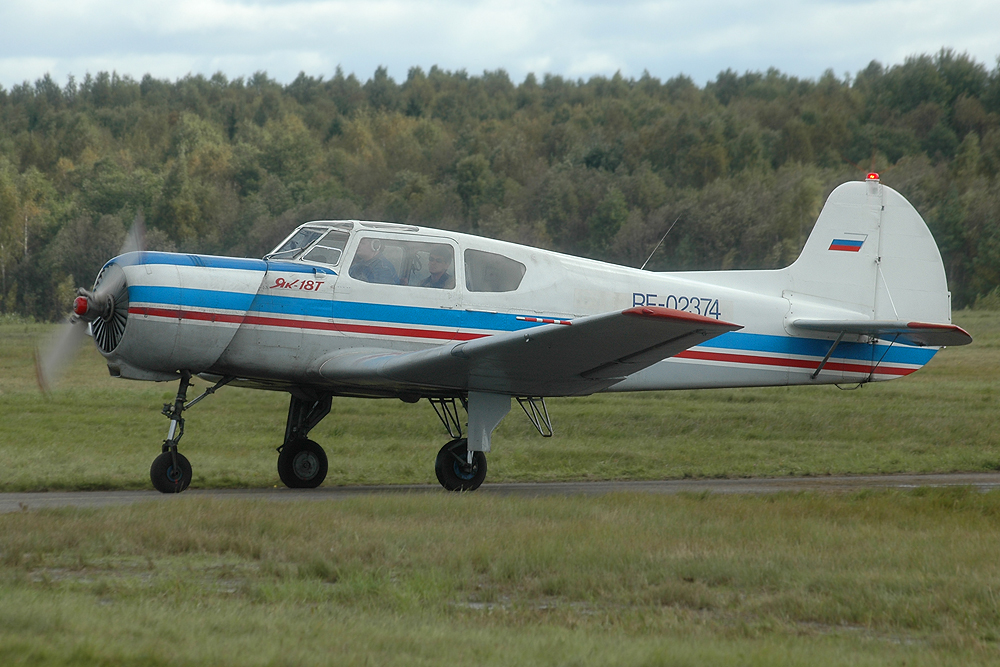
Yak-18T

Yakovlev Yak-18T là một loại máy bay thông dụng của Liên Xô, được sử dụng để huấn luyện phi công của Aeroflot.

## Quốc gia sử dụng
Cuba
- Không quân Cuba

 Moldova
- Không quân Moldova

 Lithuania
- Lực lượng tình nguyện quốc phòng Litva

 Liên Xô
- Aeroflot
- Không quân Liên Xô

## Tính năng kỹ chiến thuật (Yak-18T)
Đặc điểm tổng quát
- Kíp lái: 2
- Chiều dài: 8,39 m (27 ft 6 in)
- Sải cánh: 11,16 m (36 ft 7½ in)
- Chiều cao: 3,40 m (11 ft 2 in)
- Diện tích cánh: 18,8 m² (202,36 ft²)
- Kết cấu dạng cánh: Clark YH
- Tỉ số mặt cắt: 6,62:1
- Trọng lượng rỗng: 1.217 kg (2.683 lb)
- Trọng lượng cất cánh tối đa: 1.650 kg (3.638 lb)
- Động cơ: 1 × Vedeneyev M14P, 268 kW (360 hp)

 Hiệu suất bay 
- Tốc độ không vượt quá: 300 km/h (161 knot)
- Vận tốc cực đại: 262 km/h (141 knot)
- Vận tốc hành trình: 250 km/h (135 knot, 155 mph)
- Vận tốc tắt ngưỡng: 114 km/h (61 knot)
- Tầm bay: 750 km (400 nmi, 373 mi)
- Trần bay: 4.000 m (13.000 ft)
- Vận tốc lên cao: 5 m/s (984 ft/phút)